# Cryphia vilis
Cryphia vilis är en fjärilsart som beskrevs av George Francis Hampson 1908. Cryphia vilis ingår i släktet Cryphia och familjen nattflyn. Inga underarter finns listade i Catalogue of Life.